# Fulcaris
Fulcaris ou Phulcaris (Fulkaharjis, mort à Parme en 553) est un chef hérule du VIe siècle qui participa à la reconquête byzantine de l'Italie.

## Biographie
Neveu d'un certain Phanit(h)ée (Phanit(h)eus), il était selon l'historien Agathias, contemporain des évènements, « illustre par sa naissance » et fut choisi par le général byzantin Narsès pour succéder à Philemuth, chef des mercenaires hérules, mort de maladie.
En 553, Fulcaris fut chargé avec d'autres officiers byzantins de s'emparer d'un sommet des Alpes rhétiques, au-delà du Pô, pour tenter de repousser l'invasion des guerriers francs et alamans, appelés à l'aide par les Ostrogoths du roi Teias, ou de ralentir leur progression dans la péninsule en les harcelant militairement. Mais, bien que « hardi et intrépide dans le danger », il était selon Agathias, « incapable de commander et croyait que le principal devoir d'un capitaine n'était pas de ranger une armée mais de courir le premier à la charge, de se jeter avec fureur au milieu des ennemis et de s'engager plus avant que les autres dans la mêlée, et que c'était cela qui faisait la gloire d'un capitaine » ; Fulcaris subit des pertes militaires et ne put empêcher l'invasion des troupes franco-alamanes qui envahirent l'Émilie et se retranchèrent dans Parme, ville encore tenue par les Ostrogoths. Encore plus emporté que de coutume, il décide alors d'attaquer Parme mais tomba dans une embuscade tendue par des guerriers francs, cachés dans un amphithéâtre situé près de la ville. Ses troupes furent décimées. Agathias raconte que, préférant une mort honorable à une vie infâme, Fulcaris tint ferme sur une petite hauteur où se trouvaient des tombeaux et tua plusieurs soldats francs, tantôt les chargeant avec furie et tantôt se battant en retraite et cédant à la violence des assaillants. Mais bientôt accablé de blessures et de lassitude, il commença à défaillir et baissa la garde ; un Franc parvint alors jusqu'à lui et d'un coup de hache, lui fendit la tête. Les Hérules qu'il commandait se rapprochèrent alors de son cadavre et se donnèrent la mort, ou la reçurent de la main des ennemis.
Ainsi Fulcaris dit Agathias, « ayant été élu Général des Hérules, ne tint pas grand avantage de cette charge, puisque n’ayant vécu que peu de temps après y avoir été élevé, il posséda que comme le plaisir d'un songe et perdit par une prompte catastrophe et la puissance et la vie ».

## Sources
- Agathias le Scolastique, Histoires (« Sur le règne de Justinien »), Livre I.